# Heinrich zu Dohna-Tolksdorf
Heinrich Karl Waldemar Graf zu Dohna-Schlobitten-Tolksdorf (Königsberg, 15 ottobre 1882 – Berlino, 14 settembre 1944) è stato un generale tedesco implicato nel complotto contro Hitler del 20 luglio 1944.

## Biografia
Apparteneva ad una delle più antiche famiglie nobili della Slesia, figlio del conte Eberhard zu Dohna-Schlobitten (1846-1905) e di Elisabeth von Kanitz (1851-1936) ed era cugino del conte Gerhard von Kanitz.
Arruolatosi come ufficiale nell'esercito tedesco nel 1901 partecipò alla prima guerra mondiale col grado di alfiere, sottotenente e tenente, lavorando presso lo stato maggiore di Paul von Hindenburg sul fronte orientale; successivamente fu ufficiale della Baltisches Landswehr di Rüdiger von der Goltz nel corpo del barone Hans von Manteuffel-Szoege, insieme al conte Alexander Stenbock-Fermor, Sigismund von Radecki e a Wessel Freytag von Loringhoven; promosso capitano e poi maggiore, nel 1919 si ritirò in vita privata.
Durante la seconda guerra mondiale fu colonnello nell'Herrensgruppe Mitte della Wehrmacht e combatté in Francia, in Norvegia e in Finlandia; fu poi comandante in capo di Danzica e nel 1943 si ritirò dall'esercito con il grado di general maggiore.
Conservatore della vecchia scuola, monarchico e antinazista fin dal 1933, era entrato in contatto con Carl Friedrich Goerdeler e Peter Yorck von Wartenburg e con circolo di Kreisau di Helmuth James Graf von Moltke e altri esponenti della resistenza tedesca.
Partecipò all'attentato di Stauffenberg del 20 luglio 1944 e dopo il fallimento di questo fu arrestato dalla Gestapo e il 14 settembre 1944, dopo un processo sommario al Volksgerichtshof diretto da Roland Freisler, fu degradato e impiccato nel carcere di Plötzensee.
| Controllo di autorità | VIAF (EN) 80371355 · ISNI (EN) 0000 0000 5874 7431 · GND (DE) 135940958 |